# Shorea siamensis
Shorea siamensis är en tvåhjärtbladig växtart som först beskrevs av Wilhelm Sulpiz Kurz, och fick sitt nu gällande namn av Friedrich Anton Wilhelm Miquel. Shorea siamensis ingår i släktet Shorea och familjen Dipterocarpaceae. Utöver nominatformen finns också underarten S. s. tomentosa.